# Accotement meuble
 (mars 2024).
Si vous disposez d'ouvrages ou d'articles de référence ou si vous connaissez des sites web de qualité traitant du thème abordé ici, merci de compléter l'article en donnant les références utiles à sa vérifiabilité et en les liant à la section « Notes et références ».

Panneau letton signalant un accotement meuble.

Un accotement meuble, ou accotement non stabilisé, est un espace en gravier non stabilisé en bordure d'une route, compris entre la chaussée et le fossé.